# EXE.ROCK Entertainment
EXE.ROCK Entertainment（エグゼロックエンターテインメント）は、日本の劇団。2022年1月10日設立。主宰は網代将悟。

## 概要
網代自身のコロナ禍による度重なる公演中止の経験を経て、自分で創ってみようという思いの下、設立された。
ロゴマークはフクロウをモチーフにし、不苦労とかけている。
EXE=実行できる、ROCK=誇り高い、原石。

## 本公演
- Vol.1『ワスルカ』（2022年11月 - 12月、ポケットスクエア テアトルBONBON）
- Vol.2『向日葵の非日常』（2023年3月、ポケットスクエア ザ・ポケット）
- EXE.ROCK.Entertainment Another Stage 舞台『DYED IF COLLECTE〜キャロルの憂鬱〜』（2023年11月、ポケットスクエア 劇場HOPE）
- Vol.3『誰かの為の、其れまでと、此れから』（2025年5月、ポケットスクエア ザ・ポケット）[1]